# Ändamålsförklaring
Ändamålsförklaring är en förklaring som baseras på aktörens bakomliggande avsikter och motiv
Inom sociologin används ändamålsförklaring som en av tre huvudsakliga förklaringstyper (de andra två är orsaksförklaring och funktionell förklaring).
Ändamålsförklaringar är uppbyggda enligt följande.
1. Individens avsikt/mål
2. Bästa sätt/medel/handling (enligt individens subjektiva åsikt) för att uppnå målet.
3. Slutsats[1]